# Syntomeida vulcana
Syntomeida vulcana là một loài bướm đêm thuộc phân họ Arctiinae, họ Erebidae.